# Giovanni Buonconsiglio

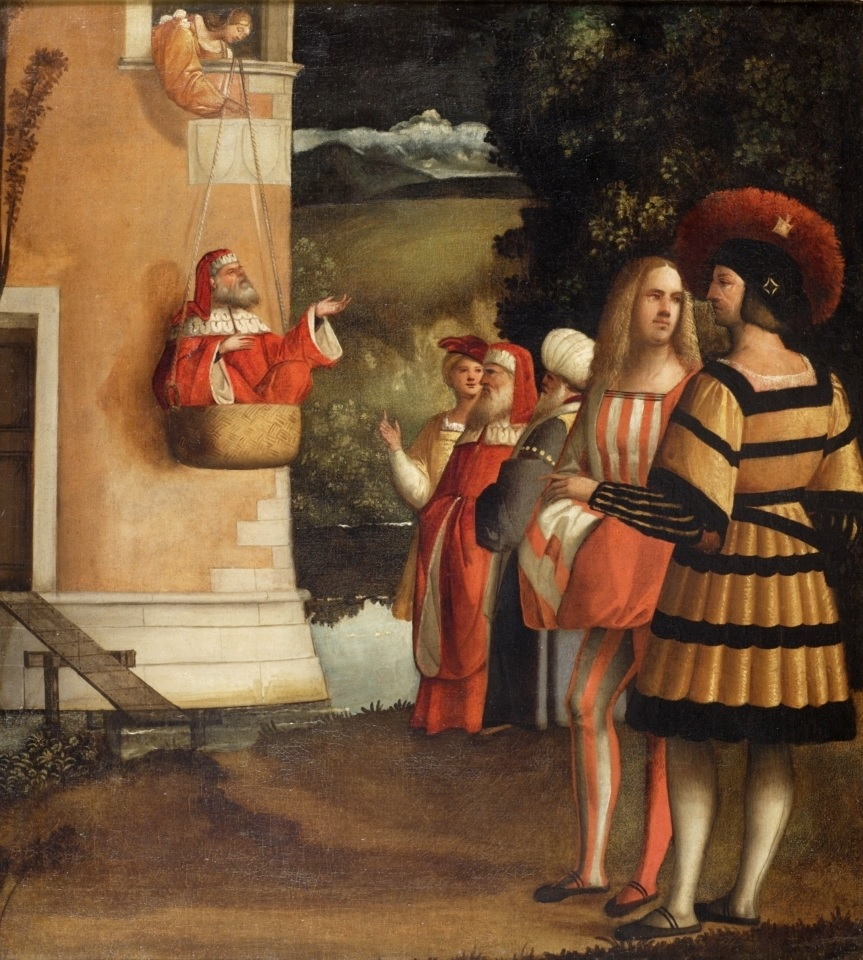
Wergiliusz w koszu ok. 1515, Zamek Królewski na Wawelu

Giovanni Buonconsiglio, znany także jako Il Marescalo (ur. 1465 w Montecchio Maggiore, zm. w 1535 lub 1537) – włoski malarz renesansowy tworzący głównie w rodzinnej Vicenzy i Wenecji.
Prawdopodobnie od 1484 był uczniem Bartolomea Montagny, a w późniejszych latach Antonella da Messiny. Na jego styl duży wpływ wywarły dzieła Giovanniego Belliniego.
Do jego zachowanych dzieł należy Pietà namalowana dla kościoła San Bartolomeo w Vicenzy (obecnie w Museo Civici di Vicenza) oraz Madonna z Dzieciątkiem (1511) z katedry w Montagnie i Święta Katarzyna Aleksandryjska (Luwr).